# Blăgești (Vaslui)
Blăgeşti è un comune della Romania di 1 629 abitanti, ubicato nel distretto di Vaslui, nella regione storica della Moldavia. 
Il comune è formato dall'unione di 3 villaggi: Blăgești, Igești, Sipeni.